# ژولیتا سونی
ژولیتا سونی (رومانیایی: Julieta Szönyi؛ زادهٔ ۱۳ مهٔ ۱۹۴۹) بازیگر اهل رومانی است.
از فیلم‌ها یا برنامه‌های تلویزیونی که وی در آن نقش داشته‌است، می‌توان به بادبان‌های برافراشته (در نقش «آدنانا») اشاره کرد.